# Lauri Hyvämäki

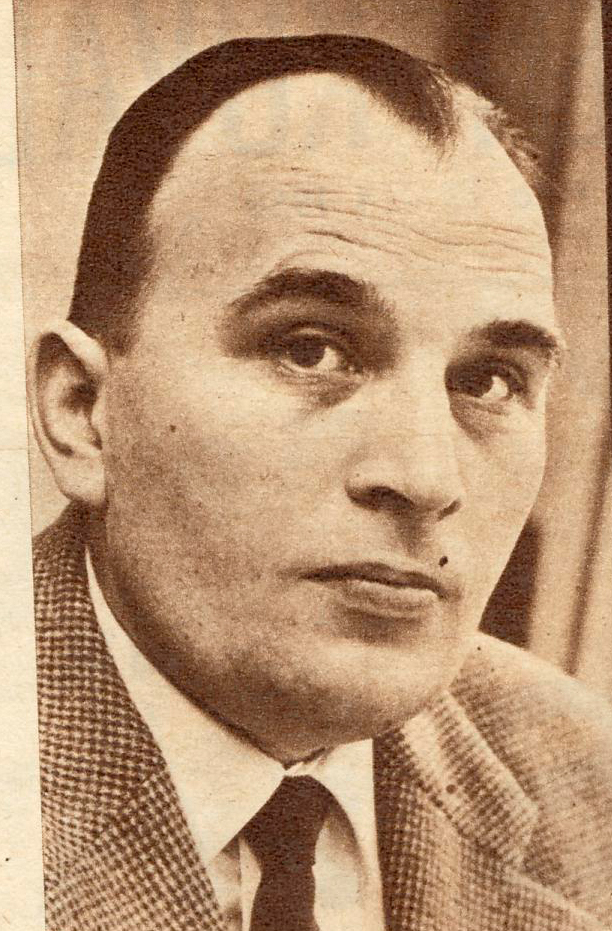
Lauri Hyvämäki

Lauri Elias Gottlieb Hyvämäki, född 10 augusti 1913 i Vindala, död 15 januari 1980 i Grankulla, var en finländsk historiker.
Hyvämäki blev filosofie kandidat 1937 och politices doktor 1965. Han verkade 1937–1952 som redaktionssekreterare vid den kooperativa tidningen Osuuskauppalehti och var 1954–1958 redaktör vid Ekonomiska informationsbyrån. Han blev 1965 docent i politisk historia vid Helsingfors universitet, var 1967–1974 äldre forskare vid statens samhällsvetenskapliga kommission och 1974–1978 biträdande professor vid universitetet. År 1979 förlänades han professors namn.
Hyvämäki behandlade i flera arbeten relationerna mellan Finland och Ryssland/Sovjetunionen i historiskt perspektiv och tecknade i arbetet Sinistä ja mustaa (1971) ett porträtt av den finländska högerextremismen.